# 牙齒

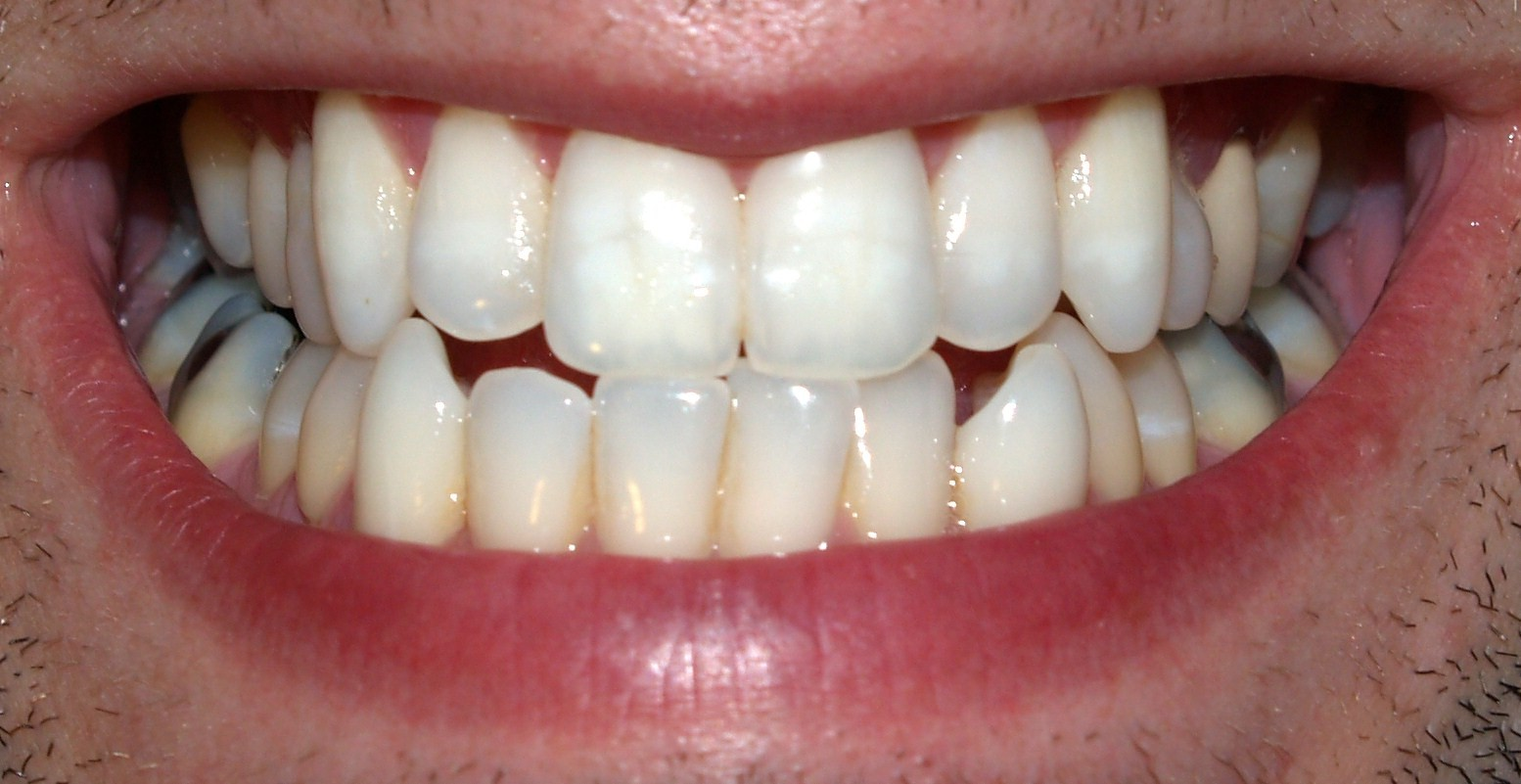
人類的牙齒

牙齒

牙齒存在於很多脊椎動物(鳥類，龟鳖类除外)的頭部（或口部）內、功能用於咀嚼食物的鈣化組織。肉食性動物尤其倚賴牙齒進行獵食或搏鬥、禦敵。牙齒的構成成份不是骨骼，而是由動物體內不同密度與硬度的複雜組織組成，它的根部則由牙齦包覆、固定。来自贵州石阡大约4.39亿年前的双列黔齿鱼（Qianodus duplicis）的齿旋是迄今最古老的牙齿化石，揭秘了最早有颌类牙齿的生长结构和发育特征。
一些動物牙齒裏有著更複雜的神經，比如獨角鯨，其牙齒有著上百萬神經，是目前已知道最複雜的牙齒（以神經學而論）。這允許獨角鯨牙齒具食物觸覺，以及導航、交配作用。
隨著人類文明的創建，各種語言的發音已發展得多樣化。語言發音均非常依賴牙齒、舌頭和口腔的合作，應用到人類生活中的說話、歌唱。牙齒在古代被稱為“雅言”，牙齒的整潔，甚至關繫到社交活動和地位。專門為牙齒服務的醫學，稱為牙科。
牙齒在生物學與解剖學上，具有相當重要的意義。

## 牙齒類型

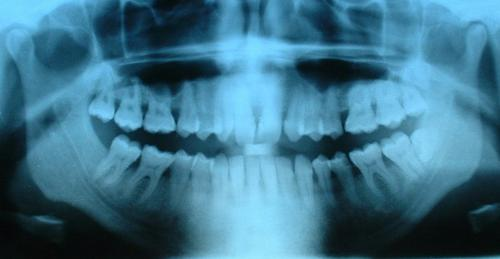
人类牙齿的全口牙位曲面体层片（全景断层片）

個別牙齒因物種或功能上的不同而有所差異。
人類牙齒分為：
- 門齒（切牙）用於切断食物
- 犬齒（尖牙）用於刺穿并撕裂食物
- 前臼齿
- 臼齒（磨牙）用於磨碎食物

## 漢字意義
古漢語「牙」是指「臼齒」（牡齒、大齿），如段玉裁《說文解字注》稱「析言之則前當脣者偁齒，後在輔車者偁牙。」，齒小而牙大；且傳統音韻學術語中，亦將軟腭音稱為牙音。
現代漢語，牙是齒的通稱，「牙」與「齒」已混同，統稱「牙齒」；雖有部分習慣用語，如：象牙、獠牙，但牙與齒並不限用於人或動物，如人類用詞「門牙」、「刷牙」，動植物用詞「羊齒」「馬齒莧」等等。日語則仍保留文言文「牙（きば）」和「歯（は）」的區別。

## 各物種的牙齒

### 人類
| A-齒冠             | B-齒根             |
| 1-琺瑯質（牙釉质） | 5-白堊質（牙骨质） |
| 2-象牙質（牙齿质） | 6-顎骨             |
| 3-齒髓組織         | 7-微血管           |
| 4-牙肉（牙龈）     | 8-神經             |

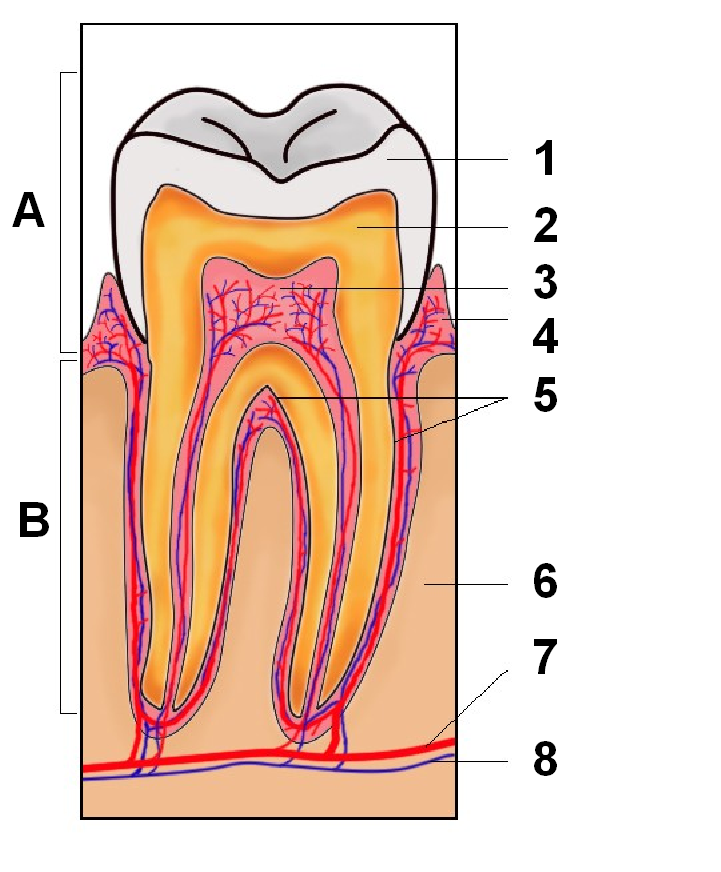

人類有兩組牙齒。第一組稱為乳牙（乳齒或奶齒），在嬰兒出生後約6個月出現。兒童有20隻乳齒，平均上下兩排分配。每半排牙齒分別有：
- 正門牙
- 側門牙
- 犬齒
- 第一大臼齒
- 第二大臼齒

人類在4至13歲之間，將會長出一組永久性的牙齒，稱為恒牙或恆齒（人类只有门齿、犬齿和前臼齿有脱换现象）。恆齒在乳齒底下形成，把乳齒推出頜骨後取而代之。新的一組牙齒共32隻，相應長大了的頜骨加大。恆齒長出後，每半排牙齒會分別有：
- 正門齒
- 側門牙
- 犬齒
- 第一小臼齒
- 第二小臼齒
- 第一大臼齒
- 第二大臼齒
- 第三大臼齒（智慧齒）

所謂第三大臼齒，也即上下兩排牙齒的兩端，一共4顆牙齒，也是常說的智慧齒。智慧齒大部份時候都不會長出。不長出的原因可能是頜骨位置不夠，或者有個別情況根本不存在，但通常最多是缺少其中一隻。由於絕大部份白種人和黃種人的頜骨都不夠大，故而，為了防止因藏納食物而導致蛀牙、發炎等問題，以及牙齒的強行長出迫使整副牙齒不整，一般而言都把智齒拔掉。
雖然看起來和骨骼類似，但牙齒不是骨頭，因為它不生產紅血球，沒有連接頜骨的關節，比骨頭能承受更多更大的磨損。假如牙齒是骨骼，那麼它將會極快被磨平。
人類牙齒的三部主要細胞組織，分別是：
- 牙釉質（又稱琺瑯質）－鈣質和磷肥質構成的外表硬層
- 牙本質（又稱象牙質）－牙齒的軀體，牙齒主要的身軀
- 牙髓－牙齒核心，包含神經線和血管

另有牙骨質又稱白堊質，覆蓋在牙根部牙本質表面
每顆人類牙齒編號表示的方法，常見的有：
- FDI牙位表示法，每顆牙用兩位阿拉伯數字表示，第一位表示牙齒所在的象限，第二位表示牙齒的位置。
- 通用記錄法，是美國編號方式，上頜由右上智齒開始的1-16，而下頜由左下智齒開始的17-32。

### 鳥類
2014年所發現的魚鳥顱骨顯示鳥喙可能演化自牙齒以讓幼雛可以更早突破蛋殼，減少被掠食者攻擊的機會；此外嘴喙也能夠戳開堅硬的土表，取得躲藏在其中的獵物。

### 哺乳類

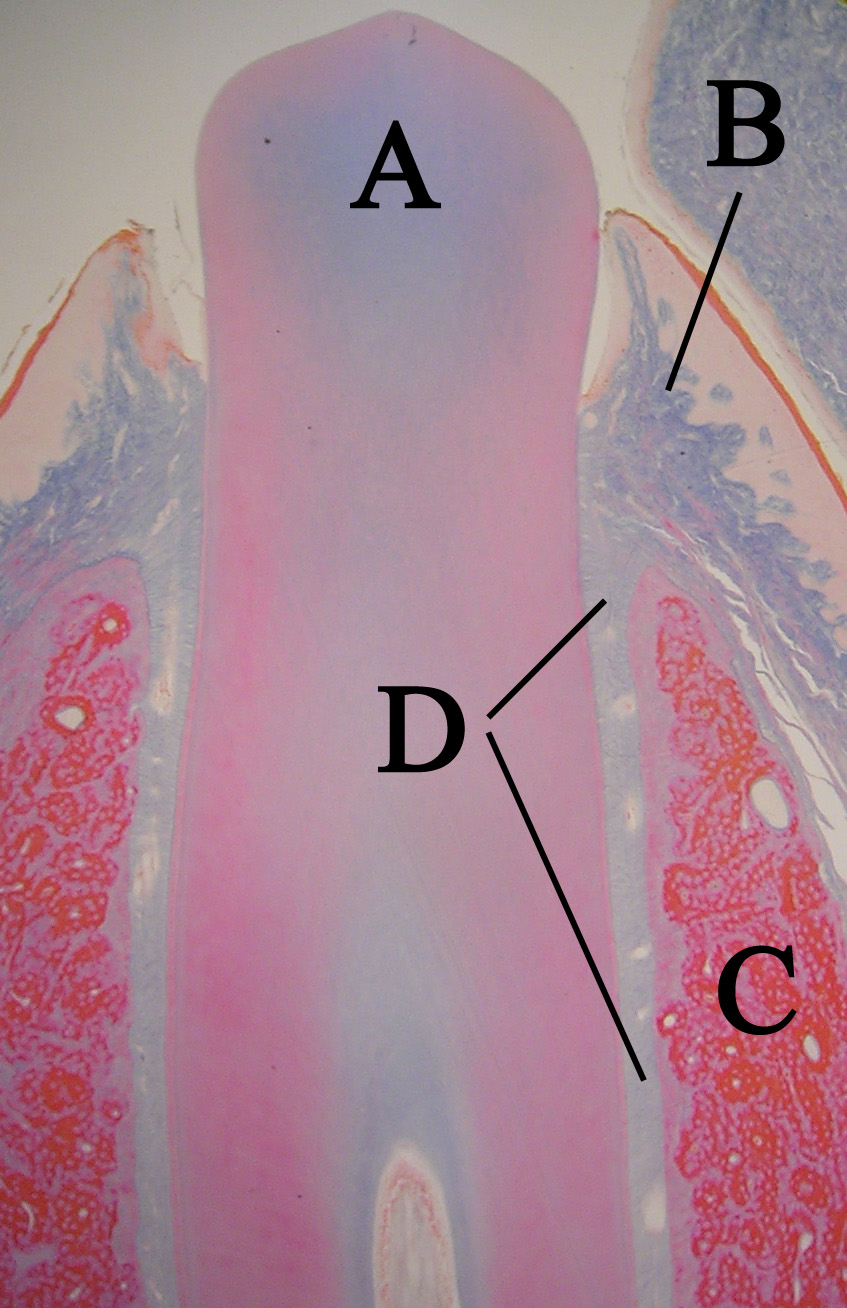
Histologic slide of tooth erupting into the mouth.
A：牙
B：牙龈
C：牙槽骨
D：牙周膜

大部分哺乳动物是双套牙的，即未成年时有乳齿，成年时换成恒齿。但有一些哺乳动物比如齿鲸是单套牙的，即不换齿。
牙齿的四种基本类型是门齿、犬齿、前臼齿和臼齿。对于许多哺乳动物来说，它们都是异型齿，即大小和形状都不同。也有一些哺乳动物具有同型齿，例如齿鲸，犰狳。但是在许多成年哺乳动物中，无法分辨出前臼齿和臼齿，它们统称为颊齿或臼型齿。门齿和颊齿之间的空隙称为齿隙。
- 门齿：齿列最前端、单齿根的单尖齿。上门齿长在前颌骨上，下门齿以及所有下齿长在齿骨上。
- 犬齿：单齿根的单尖齿。犬齿在门齿后面。上犬齿是上颌骨最前端的牙齿。
- 前臼齿：多尖齿。前臼齿在犬齿之后。前臼齿有换齿过程，而臼齿没有。上前臼齿长在上颌骨上。前臼齿的编号与其他牙齿不同，最后一枚前臼齿称为第四前臼齿，依次前推。
- 臼齿：多尖齿。在前臼齿之后。没有换齿过程。臼齿比前臼齿更大，有更多齿尖。
- 低冠齿：颊齿齿冠高度小于等于齿根高度。（人类）
- 高冠齿：颊齿齿冠高度大于齿根高度。（马）
- 丘型齿：颊齿有锥形或圆形的齿尖用来挤压食物。（猪）
- 脊型齿：颊齿有横向齿尖。（象）
- 月型齿：颊齿有月牙形纵向齿尖。（鹿）
- W型齿：颊齿有W形脊。（蝙蝠）
- 同型齿：所有牙齿形状相似。（齿鲸）
- 异型齿：各类牙齿大小和形状不同。
- 裂齿（食肉齿对）：食肉目哺乳动物的上第四前臼齿和下第一臼齿所组成的齿对。

### 齿式
人类的齿式为：
| 2.1.2.3 |
| 2.1.2.3 |

即每侧上下分别有2枚门齿，1枚犬齿，2枚前臼齿，3枚臼齿。
家猫的齿式为：
| 3.1.3.1 |
| 3.1.2.1 |

真兽类哺乳动物最多具有44颗牙齿（某些食虫目动物，如鼹鼠），齿式为：
| 3.1.4.3 |
| 3.1.4.3 |

非真兽类哺乳动物（比如有袋类）的牙齿数量可以超过44颗，比如负鼠，它一共有50颗牙，齿式为：
| 5.1.3.4 |
| 4.1.3.4 |

#### 啮齿目
啮齿目哺乳动物在上下颌分别有一对终生生长的门齿。它们的牙齿数量绝不超过
| 1.0.2.3 |
| 1.0.1.3 |

即总数不超过22颗。
啮齿目动物没有犬齿，在门齿和颊齿之间有显著的宽阔齿隙。

#### 兔形目
兔形目动物与啮齿动物相似，有终生生长的巨大门齿和显著的齿隙。但啮齿动物仅有一对上门齿，而兔形目动物有两对上门齿，第二对上门齿紧靠在第一对上门齿后面。
兔形目动物具有高冠颊齿，这一点与某些啮齿动物类似。

#### 食肉目
食肉目动物的显著特点是具有发达的犬齿，大都有裂齿对（第四上前臼齿和第一下臼齿组成）。
裂齿在猫科动物中最为发达，在犬科和鼬科中也完善发展，但这一特征在熊科与浣熊科中较为次要。
水生食肉目动物唯一只有鳍足类不具有裂齿。

## 延伸阅读
[在维基数据编辑]
 《欽定古今圖書集成·明倫彙編·人事典·齒部》，出自陈梦雷《古今圖書集成》